# Тананаєв Петро Миколайович
Петро Миколайович Тананаєв (рос. Пётр Николаевич Тананаев; * 22 липня 1914, Плоске — † 22 грудня 1981, Київ) — радянський військовий льотчик, Герой Радянського Союзу (1946), у роки німецько-радянської війни командир ескадрильї 20-го гвардійського бомбардувального авіаційного полку 13-ї гвардійської бомбардувальної авіаційної дивізії 2-го гвардійського бомбардувального авіаційного корпусу 18-ї повітряної армії, гвардії майор.

## Біографія
Народився 22 липня 1914 року в селі Плоскому (тепер Пристенського району Курської області Росії) в селянській сім'ї. Росіянин. Член КПРС з 1942 року. Закінчив перший курс педагогічного інституту в Курську.
У 1934 році призваний в ряди Червоної Армії. У 1937 році закінчив Качинськую військово-авіаційну школу льотчиків. У боях радянсько-німецької війни з травня 1942 року.
До травня 1945 року майор П. М. Тананаєв зробив 243 бойових вильоти на бомбардування військово-промислових об'єктів в глибокому тилу супротивника. Указом Президії Верховної Ради СРСР від 15 травня 1946 року за зразкове виконання бойових завдань командування по знищенню військово-промислових об'єктів супротивника і проявлені при цьому мужність і героїзм йому присвоєне звання Героя Радянського Союзу з врученням ордена Леніна і медалі «Золота Зірка» (№ 8082).

Надгробок Петра Тананаєва

У 1948 році закінчив авіаційні курси удосконалення офіцерського складу. З 1952 року в запасі. Жив в Києві. Помер 22 грудня 1981 року. Похований в Києві на Лук'янівському військовому кладовищі.

## Нагороди
Нагороджений двома орденами Леніна, орденом Червоного Прапора, орденом Олександра Невського, орденом Червоної Зірки, медалями.